# Krymská jaderná elektrárna
Krymská jaderná elektrárna (ukrajinsky Кримська АЕС, rusky Крымская АЭС) je nedokončená jaderná elektrárna na Krymu. Nachází se severně od Aktašského jezera u města Ščolkine. Výstavba elektrárny byla zprvu zastavena v roce 1987 a později zcela zrušena v roce 1989. Od roku 1991, kdy se elektrárna společně s Krymem stala právoplatným majetkem Ukrajiny, areál chátrá a je rozkrádán. Po anexi Krymu Ruskou federací začaly být zbytky elektrárny demontovány a její železobetonová suť byla využita pro výstavbu Krymského mostu.

## Historie a technické informace

### Počátky
První zmínka o možnosti výstavby jaderné elektrárny na Krymu v tehdejším Sovětském svazu zazněla v roce 1965. Již tehdy bylo uvažováno přeměnit lagunu Aktaš na ochlazovací jezero jaderné elektrárny a vybudovat zde nové satelitní město pro konstruktéry a později pracovníky jaderné elektrárny. První plány však byly zhotoveny a oznámeny až v roe 1977. V roce 1979, poblíž navrhovaného staveniště, bylo nejprve oznámeno, že bude vybudována experimentální solární elektrárna o výkonu asi 5 MW, aby bylo možné demonstrovat její konkurenceschopnost. Později, v roce 1980, bylo navíc oznámeno, že o několik kilometrů západně od budované solární elektrárny má vyrůst jaderná elektrárna o celkovém výkonu až 4000 MW. Měly být vybudovány čtyři reaktory VVER-1000/320 o výkonu 1000 MW hrubých každý. Reaktory měly být tlakovodní koncepce, čtyřsmyčkové s horizontálními parogenerátory. Areál byl navržen tak, aby byl dostatečně velký pro rozšíření na 6000 MW výstavbou dalších dvou bloků. V roce 1980 šlo o největší plánovanou jadernou elektrárnu v Sovětském svazu se shodným výkonem, jako Záporožská jaderná elektrárna.

### Výstavba
Výstavba prvního bloku byla zahájena 1. prosince 1982. Práce na staveništi však postupovaly velice pomalu. Jednak to bylo tím, že dělníci neměli patřičnou kvalifikaci a o úkoly, které jim byly na stavbě uloženy, projevovali malý zájem. Kvůli tomu byla do roku 1985 provedena pouhá polovina plánovaných prací. Dalším problémem byla bytová výstavba ve městě Ščolkine, která byla příliš pomalá a kvůli tomu na stavbě chybělo asi 1500 dělníků. V důsledku černobylské katastrofy se do roku 1988 vyvinul odpor proti jaderné elektrárně. Jedním z méně nápadných důvodů proti výstavbě elektrárny byla hladina podzemní vody, která se pod elektrárnou začala zvedat. Příčinou bylo chladící jezero, které začalo podrývat elektrárnu. Hlavním důvodem protestů proti jaderné elektrárně však byla seismická aktivita v okolí jaderné elektrárny, která nebyla při plánování dostatečně zohledněna. V květnu 1988 vznikla první velká skupina proti jaderné elektrárně a zveřejňovala různé veřejné výzvy ke zrušení elektrárny. Elektrárna byla postavena podle starých polohovacích norem, které byly vytvořeny před havárií v Černobylu. V důsledku toho se také vytvořily skupiny mimo Ukrajinu, aby vyzvaly k zastavení prací.
V důsledku veřejného odporu vůči elektrárně a na žádost Ústředního výboru Komunistické strany Ukrajiny zřídila Rada ministrů Sovětského svazu zvláštní vládní komisi pro přezkoumání plánů závodu. Vedení se ujal Jevgenij Velikov, viceprezident Akademie věd Sovětského svazu. Samotná komise byla rozdělena do čtyř skupin, z nichž každá analyzovala různé bezpečnostní otázky související s výběrem lokality, především ve vztahu k seismickým rizikům. Při bližším průzkumu se zjistilo, že lokalita nikdy nebyla vhodná pro jadernou elektrárnu a představovala značná seismická rizika. Ministerstvo energetiky a elektrifikace ignorovalo fakt, že přímo v areálu jaderné elektrárny došlo k zemětřesení o síle 9 stupňů MSK-64. Bylo také objeveno, že pod městem Ščolkine je v zemské kůře podzemní vyboulenina, která může v případě zemětřesení vést k deformacím Země způsobeným plyny a bahnem, které se pod vysokým tlakem mohou hromadit. Tyto akumulace mohou také vytékat jako sopečná činnost na místě. Tyto výsledky byly zkontrolovány a uznány odpovědným ústavem. Tyto výsledky byly silně kritizovány odborníky z Minatomenergo. Výsledkem těchto zjištění bylo národní pobouření v médiích a odmítnutí prací Radou ministrů Sovětského svazu. Práce na elektrárně byly zastaveny 1. ledna 1989 a definitivně zrušeny rozhodnutím Rady ministrů 29. října 1989. Původně měla být elektrárna přeměněna na školicí a výzkumné centrum, k tomu však nikdy nedošlo.

### Uvedení do provozu
Původně měl být první blok spuštěn v roce 1984 a druhý v roce 1986. Situace se však změnila v roce 1986, kdy první blok měl být spuštěn v roce 1986 a druhý v roce 1988. Dva další bloky tři a čtyři měly být uvedeny do provozu v letech 1991 až 1995.

### Po rozpadu Sovětského svazu
Krátce po rozpadu Sovětského svazu byly celé součásti elektrárny odcizeny a prodány do šrotu. Bylo to proto, že se elektrárna stala nehlídanou.
V roce 1992 se zde ukrajinská vláda rozhodla postavit elektrárnu s kombinovaným cyklem o výkonu 670 MW, která by fungovala na místní ropné palivo a místní plyn. Projekt však z finančních důvodů nebyl realizován.
V roce 1996 se elektrárna stala majetkem státního provozovatele jaderných elektráren Energoatom. Od roku 1997 se v závodě konaly koncerty KaZantip pod názvem Ночь в Реакторе (Nóč v Reaktore - Noc v reaktoru), které se zúčastnilo 5000 lidí. Akce se konaly v elektrárně až do roku 1999, kdy návštěvnost přesáhla 12 000 návštěvníků a organizátoři byli nuceni jej začít pořádat jinde.
Od roku 2000 probíhá samotná likvidace elektrárny a prodej veškerého materiálů a nevyužitých součástí. Nejvyšší rada Krymu po kontrole v dubnu 2001 zjistila, že v letech 1998 až 2000 byl prodán majetek v hodnotě 2,2 milionu hřiven, aniž by do státního rozpočtu bylo cokoliv z toho odvedeno. V průběhu roku 2002 pokračovala daňová inspekce v kontrolách a likvidační komise v prodeji majetku, přesto však nikdy nebyly do státního rozpočtu převedeny žádné finance. K únoru 2003 zůstaly likvidační komisi pouze nelikvidní aktiva a objekty, které nebyly předmětem prodeje, například jezero Aktaš.
K výstavbě elektrárny byl používán dánský věžový jeřáb Kroll K-10000. Po ukončení prací byl ponechán ve vztyčeném stavu na staveništi a během 90. let byl často využíván k bungee jumpingu. Na místě zůstal až do roku 2003, kdy byl prodán společnosti MTi v Jižní Koreji, kde je dodnes (2025) využíván pro stavbu nákladních lodí.

V roce 2004 Autonomní republika Krym prodala většinu součástí elektrárny soukromé osobě za 203 milionů dolarů. Mezi tyto součásti údajně nepatřila tlaková nádoba reaktoru a parogenerátory, přesto byly v roce 2005 rozřezány na kovový šrot. Získané peníze z prodeje byly použity na řešení finančních problémů v regionu kolem jaderné elektrárny a ve městě Ščolkine.

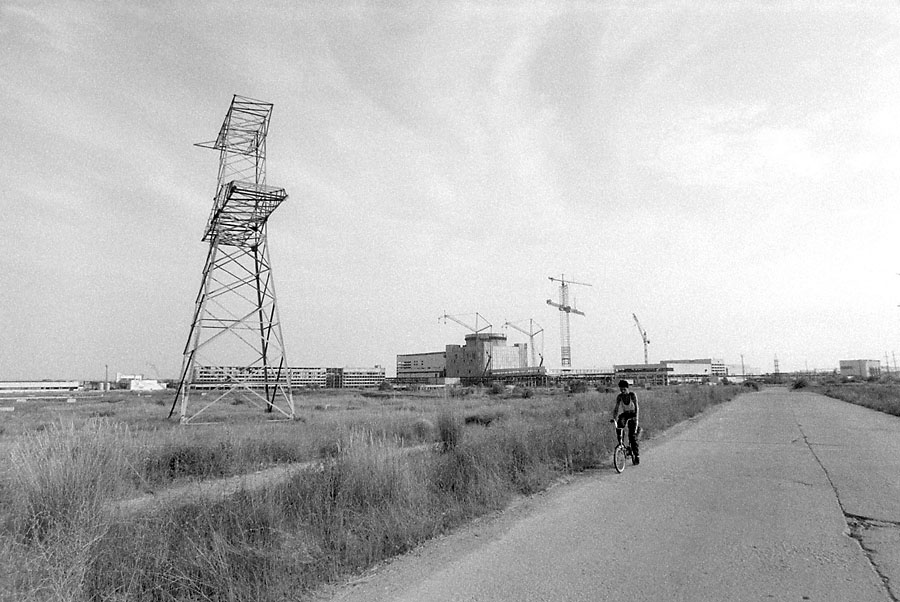
Okolí elektrárny v roce 1999

V důsledku situace na Ukrajině v roce 2014 a následné anexi Krymu vyvstala otázka obnovení stavby jaderné elektrárny. V reakci na to Rosatom však velice rychle vyvrátil možnost využití stávajících konstrukcí, které označil za ruiny a dal jasně najevo, že společnost nehodlá předložit vládě Republiky Krym žádnou žádost. Podrobněji vysvětlil problémy Pavel Ipatov, místopředseda Rosenergoatomu. Přestože byl blok již skutečně dokončen do té míry, že na Ukrajinu bylo dodáno i jaderné palivo, budovy jsou v tak zchátralém stavu, že stávající objekty nelze dále využívat. Kromě toho není elektrická síť v té době dimenzována pro tak velké bloky, zejména proto, že se středními a malými reaktory by se pro Krym v blízké budoucnosti nepočítalo, protože jsou stále ve vývoji. Podle Ipatova byly podmínky na Krymu výhodnější pro zřízení větrných turbín a fotovoltaických technologií, které byly na Krymu již za sovětské éry ve velkém otestovány. Prvotní vyhodnocení do 27. března 2014 dospělo k závěru, že na Krymu nebude postavena žádná jaderná elektrárna. Sergej Kirijenko, generální ředitel Rosatomu, uvedl, že jiné zdroje energie než ropa a plyn, které jsou na Krymu dostupné, nejsou z racionálních důvodů vhodné pro zásobování energií. Kririjenko vysvětlil, že ačkoli je zastáncem jaderné energie, není fanatik. Pokud má být jaderná energie využita jako možnost, používá raději rozumné přístupy, ale stavba jaderné elektrárny není řešení všech problémů.
Před anexí Krymu dodávky elektrické energie zajišťovala Ukrajina. Z veškeré elektřiny spotřebované na poloostrově se lokálně vyrábělo asi 17 %. Zbývajících 83 % pokrývaly hlavní vedení o výkonu 220 a 330 MW, z nichž energie pocházela především ze Záporožské jaderné elektrárny. Vzhledem k tomu, že po roce 2014 tyto dodávky postupně skončily, Rusko vytvořilo energetický plán, který ve skutečnosti počítá s tím, že Krym bude zásobován jadernou energií, ale elektřinou z Rostovské jaderné elektrárny. Plán byl dokončen výstavbou vedení přes Krymský most a se zprovozněním čtvrtého bloku Rostovské jaderné elektrárny Krym začal tuto elektřinu odebírat. Okamžité špičkové zatížení na Krymu v létě je až 1300 MW. Pokud by byl dokončen byť jediný blok Krymské jaderné elektrárny, zajistil by dodávku většiny elektřiny na poloostrově.

### Demolice
V únoru 2016 Rosatom oznámil, že se rozhodl společně s vládou Republiky Krym přeměnit areál krymské jaderné elektrárny na průmyslový park do roku 2017. V únoru 2021 vyhlásila vláda Republiky Krym výběrové řízení na demolici jaderné elektrárny. Demolice posledních konstrukcí reaktorového bloku ohroženého kolapsem měla být dokončena do konce roku 2022, přičemž demoliční práce na bloku měly začít 7. prosince 2021. Do konce roku 2022 by mohla být odstraněna budova dieselagregátu a konstrukce čerpadla chladicí vody 1. bloku. Kvůli soudnímu řízení ohledně demolice strojovny se práce zdržely, proto se doba výstavby prodloužila do 31. prosince 2023. Demolice budovy reaktoru začala na začátku roku 2023. Demolice založení strojovny 2. bloku byla plánována na léto 2023.

## Informace o reaktorech
| Reaktor | Typ reaktoru  | Výkon  | Výkon   | Začátek výstavby                 | Připojení k síti                 | Uvedení do provozu               |
| Reaktor | Typ reaktoru  | Hrubý  | Čistý   | Začátek výstavby                 | Připojení k síti                 | Uvedení do provozu               |
| ------- | ------------- | ------ | ------- | -------------------------------- | -------------------------------- | -------------------------------- |
| Krym-1  | VVER-1000/320 | 950 MW | 1000 MW | 1. prosince 1982                 | Výstavba zrušena 29. října 1989  | Výstavba zrušena 29. října 1989  |
| Krym-2  | VVER-1000/320 | 950 MW | 1000 MW | 1983                             | Výstavba zrušena 29. října 1989  | Výstavba zrušena 29. října 1989  |
| Krym-3  | VVER-1000/320 | 950 MW | 1000 MW | Plánování zrušeno 29. října 1989 | Plánování zrušeno 29. října 1989 | Plánování zrušeno 29. října 1989 |
| Krym-4  | VVER-1000/320 | 950 MW | 1000 MW | Plánování zrušeno 29. října 1989 | Plánování zrušeno 29. října 1989 | Plánování zrušeno 29. října 1989 |